# Belarussischer Fußballpokal 1997/98
Der Belarussische Fußballpokal 1997/98 war die siebte Austragung des belarussischen Pokalwettbewerbs der Männer. Das Finale fand am 26. Mai 1998 im Dinamo-Stadion von Minsk statt. Titelverteidiger Belschyna Babrujsk schied im Achtelfinale gegen MPKC Masyr aus. Pokalsieger wurde Lakamatyu-96 Wizebsk, der sich im Finale gegen den FK Dinamo Minsk durchsetzte.

## Modus
Im Gegensatz zur Liga wurde der Pokal im Herbst-Frühjahr-Rhythmus ausgetragen. Alle Begegnungen wurden in einem Spiel ausgetragen. Bei unentschiedenem Ausgang wurde zur Ermittlung des Siegers eine Verlängerung gespielt. Stand danach kein Sieger fest, folgte ein Elfmeterschießen. Der Sieger qualifizierte sich für den Europapokal der Pokalsieger.

## Teilnehmende Teams
| Wyschejschaja Liha (16) | Perschaja Liha (14) | Druhaja Liha (2)                                        |
| --- | --- | ------------------------------------------------------- |
| - FK Dinamo Minsk - Dinamo-93 Minsk - Ataka Minsk - FK Slawija-Masyr - Belschyna Babrujsk - FK Dinamo Brest - FK Kamunalnik Slonim - FK Njoman Hrodna - FK Maladsetschna - Dnjapro Mahiljou - Transmasch Mahiljou - Tarpeda Kadina Mahiljou - Tarpeda Minsk - Naftan-Dewon Nawapolazk - FK Schachzjor Salihorsk - Lakamatyu-96 Wizebsk | - BATE Baryssau - FK Belaasjorsk - FK Bjarosa - Kamunalnik Swetlahorsk - FK Homel - Kardan-Flyers Hrodna - FK Lida - FK Pinsk-900 - Dinamo-Juni Minsk - FK Dnjapro Rahatschou - FK Tarpeda Schodsina - Stroitel Staryja Darohi - Lokomotiv Wizebsk - Wedrytsch-97 Retschyza | - Swislatsch-Krowlja Assipowitschy - FK Weras Njaswisch |

## 1. Runde
Teilnehmer: 16 Mannschaften der ersten Liga, 14 Mannschaften der zweiten Liga und 2 aus der dritten Liga.
| Datum      |                                        | Ergebnis              |                             |
| ---------- | -------------------------------------- | --------------------- | --------------------------- |
| 03.08.1997 | FK Tarpeda Schodsina (II)              | 2:3                   | FK Dinamo Brest (I)         |
| 03.08.1997 | FK Dnjapro Rahatschou (II)             | 0:6                   | Tarpeda Minsk (I)           |
| 03.08.1997 | Kamunalnik Swetlahorsk (II)            | 1:2                   | Tarpeda Kadina Mahiljou (I) |
| 03.08.1997 | Lokomotiv Wizebsk (II)                 | 0:3                   | Belschyna Babrujsk (I)      |
| 03.08.1997 | BATE Baryssau (II)                     | 4:0                   | Ataka Minsk (I)             |
| 03.08.1997 | FK Homel (II)                          | 1:2                   | Lakamatyu-96 Wizebsk (I)    |
| 03.08.1997 | Stroitel Staryja Darohi (II)           | 0:7                   | Dnjapro Mahiljou (I)        |
| 03.08.1997 | FK Lida (II)                           | 4:0                   | Transmasch Mahiljou (I)     |
| 03.08.1997 | Wedrytsch-97 Retschyza (II)            | 0:2 n. V.             | FK Kamunalnik Slonim (I)    |
| 03.08.1997 | Swislatsch-Krowlja Assipowitschy (III) | 1:1 n. V. (3:5 i. E.) | FK Njoman Hrodna (I)        |
| 03.08.1997 | FK Belaasjorsk (II)                    | 1:5                   | Dinamo-93 Minsk (I)         |
| 03.08.1997 | FK Bjarosa (II)                        | 1:3                   | FK Maladsetschna (I)        |
| 03.08.1997 | FK Pinsk-900 (II)                      | 2:4                   | FK Dinamo Minsk (I)         |
| 03.08.1997 | Kardan-Flyers Hrodna (II)              | 0:2                   | FK Schachzjor Salihorsk (I) |
| 03.08.1997 | Dinamo-Juni Minsk (II)                 | 0:0 n. V. (3:4 i. E.) | Naftan-Dewon Nawapolazk (I) |
| 03.08.1997 | FK Weras Njaswisch (III)               | 0:1                   | FK Slawija-Masyr (I)        |

## Achtelfinale
Teilnehmer waren die 16 Sieger der ersten Runde.
| Datum      |                             | Ergebnis              |                             |
| ---------- | --------------------------- | --------------------- | --------------------------- |
| 18.10.1997 | Dnjapro Mahiljou (I)        | 1:0                   | Tarpeda Minsk (I)           |
| 18.10.1997 | FK Dinamo Brest (I)         | 0:0 n. V. (2:4 i. E.) | Dinamo-93 Minsk (I)         |
| 18.10.1997 | FK Kamunalnik Slonim (I)    | 0:3                   | Lakamatyu-96 Wizebsk (I)    |
| 18.10.1997 | FK Maladsetschna (I)        | 4:2                   | Naftan-Dewon Nawapolazk (I) |
| 18.10.1997 | FK Njoman Hrodna (I)        | 4:0                   | Tarpeda Kadina Mahiljou (I) |
| 18.10.1997 | Belschyna Babrujsk (I)      | 1:2                   | FK Slawija-Masyr (I)        |
| 18.10.1997 | BATE Baryssau (II)          | 1:0                   | FK Lida (II)                |
| 18.10.1997 | FK Schachzjor Salihorsk (I) | 1:1 n. V. (2:4 i. E.) | FK Dinamo Minsk (I)         |

## Viertelfinale
| Datum      |                                   | Ergebnis              |                      |
| ---------- | --------------------------------- | --------------------- | -------------------- |
| 30.04.1998 | Dinamo-93 Minsk (I)               | 3:2 n. V.             | FK Maladsetschna (I) |
| 30.04.1998 | Lakamatyu-96 Wizebsk (I)          | 2:0                   | BATE Baryssau (II)   |
| 30.04.1998 | Dnjapro-Transmasch Mahiljou (I) 1 | 1:0                   | FK Njoman Hrodna (I) |
| 30.04.1998 | FK Dinamo Minsk (I)               | 1:1 n. V. (4:3 i. E.) | FK Slawija-Masyr (I) |

## Halbfinale
| Datum      |                          | Ergebnis              |                         |
| ---------- | ------------------------ | --------------------- | ----------------------- |
| 14.05.1998 | FK Dinamo Minsk (I)      | 1:0                   | Transmasch Mahiljou (I) |
| 14.05.1998 | Lakamatyu-96 Wizebsk (I) | 0:0 n. V. (4:2 i. E.) | Dinamo-93 Minsk (I)     |

## Finale
| Paarung              | FK Dinamo Minsk – Lakamatyu-96 Wizebsk |
| Ergebnis             | 1:2 n. V. (1:1, 1:0) |
| Datum                | 26. Mai 1998 |
| Stadion              | Dinamo-Stadion, Minsk |
| Zuschauer            | 4.000 |
| Schiedsrichter       | Sergej Schmolik |
| Tore                 | 1:0 Andrej Dounar (37.) 1:1 Wital Rahoschkin (90. Elfmeter) 1:2 Maksim Rasumau (112.) |
| FK Dinamo Minsk      | Andrej Sazunkjewitsch – Aleksandr Mischtschischin, Dmitrij Makarenko, Pawel Rodnjonak (118. Pawel Douhulewez), Andrej Dounar – Andrej Schyla, Aleh Tscharnjauski, Aljaksandr Asipowitsch (70. Dmitrij Podres), Wital Waladsjankou – Aljaksandr Wjaschewitsch (112. Andrej Lobanou), Jurij Lahoditsch. Cheftrainer: Uladsimir Kurnjeu |
| Lakamatyu-96 Wizebsk | Uladsimer Selkin – Sjarhej Kulanin, Hennadij Kaschkar, Juryj Kanapljou (45. Oleh Woropajau), Wasilij Djatlou – Sergej Tschernyschjou, Andrej Siwkou (96. Sjarhej Wechzeu), Eduard Dsemenkawez, Wital Rahoschkin – Maksim Rassumau, Wjatscheslau Hormasch. Cheftrainer: Wjatscheslau Akschajeu                                        |
| Gelbe Karten         | Aljaksandr Wjaschewitsch, Aleksandr Mischtschischin, – Wjatscheslau Hormasch, Sjarhej Wechzeu |
| Platzverweise        | keine – Hennadij Kaschkar |